# Outlast
Az Outlast first-person túlélőhorror videójáték, melyet a Red Barrels fejlesztett és jelentetett meg. A játék történetének középpontjában Miles Upshur szabadúszó oknyomozó újságíró áll, aki úgy dönt, hogy kivizsgál egy a coloradói Lake megye hegyei mélyén fekvő pszichiátriát. A Whistleblower letölthető tartalom középpontjában Waylon Park, az az ember áll, aki Milest a pszichiátriához irányította.
Az Outlast 2013. szeptember 4-én jelent meg Windows, illetve 2014. február 4-én PlayStation 4 platformokra. A játék általánosságban pozitív kritikai fogadtatásban részesült; dicsérték annak horrorelemeit és játékmentét. A Linux- és OS X-verziók később, 2015. március 31-én jelentek meg.

## Játékmenet
Az Outlast belső nézetű narratívában ábrázolt, történet-vezérelt túlélőhorror, mely egy lepusztult pszichiátrián játszódik, melyet a gyilkolási vágytól fűtött betegek uralnak. Bemutatási módja a horrorfilmekben népszerű talált filmanyag műfajához hasonlítható. A főszereplő, Miles Upshur riporter az előre megírt jeleneteket leszámítva, ahol ellökheti az ellenfeleket az útjából, képtelen a harcra. A játékosnak bármiféle hagyományos fegyver nélkül, parkour-mozdulatokkal kell bejárnia az intézmény feldúlt helyiségeit; átugorhat az alacsonyabb akadályok felett, kúszhat a földön, illetve keskeny réseken passzírozhatja át magát. Ezeken felül Miles úgy is túlélheti a támadóival szembeni összetűzéséket, hogy elrejtőzik a személyzeti szekrényekben vagy az ágyak alatt; azonban az intelligensebb ellenfelek egy megadott ideig átkutathatják a szobát mielőtt továbbállnak.
Miles csak egy jegyzettömböt és egy videókamerát hord magával, amikkel fel akarja jegyezni a pszichiátria borzalmait. A kamerának éjjellátó üzemmódja is van, mellyel az intézmény számos kivilágítatlan helyiségét lehet bejárni. Az éjjellátó mód meríti az elemeket, melyeket a történetvonal előrehaladtával kell összegyűjteni és kicserélni. A cselekményrészletek a főhős által lejegyzett jegyzetekből, illetve a helyiségekben elszórt dossziékből bontakozik ki.

## Megjelenés
Az Outlast 2013. szeptember 4-én jelent meg a Steamen keresztül, míg PlayStation 4 konzolra 2014. február 4-én, az egyik havi ingyenes PlayStation Plus-játékként jelent meg.
Az Outlast: Whistleblower letölthető tartalom az eredeti játékkal egymást átfedő előzmény. Cselekményének központjában Waylon Park, Miles Upshur névtelen tippadója áll, és az elsődleges cselekményszál előtti és utáni történéseket is bemutatja. A Whistleblower Microsoft Windows-verziója 2014. május 6-án jelent meg világszerte, melyet a PlayStation 4-változat követett 2014. május 6-án Észak-Amerikában és 2014. május 7-én Európában, illetve az Xbox One-verzió 2014. június 18-án.

## Fogadtatás
| Összegzőoldal | Értékelés                              |
| ------------- | -------------------------------------- |
| GameRankings  | (XONE) 80% (PC) 80% (PS4) 77%          |
| Metacritic    | (XONE) 80/100 (PC) 80/100 (PS4) 78/100 |

| Szerző        | Értékelés |
| ------------- | --------- |
| Destructoid   | 9/10      |
| Eurogamer     | 7/10      |
| Game Informer | 7,5/10    |
| GameSpot      | 7/10      |
| IGN           | 7,8/10    |
| Joystiq       | [ 22 ]    |
| PC Gamer (US) | 7,5/10    |
| Metro (brit)  | 7/10      |

Az Outlast pozitív kritikai fogadtatásban részesült. A GameRankings és Metacritic gyűjtőoldalakon az Xbox One-verzió 3 teszt alapján 80,00%-os és 5 teszt alapján 80/100-as pontszámon, a Microsoft Windows-verzió 37 teszt alapján 79,95%-os és 59 teszt alapján 80/100-as pontszámon, míg a PlayStation 4-verzió 19 teszt alapján 77,16%-os és 33 teszt alapján 78/100-as pontszámon áll. A játék több elismerést és díjat is bezsebelt a 2013-as Electronic Entertainment Expo kiállításon, köztük a „Legvalószínűbb, hogy elájulsz tőle” elismerést és egy az „E3 legjobbja” díjat is.
A Rock, Paper, Shotgun weboldal nagyon pozitív kritikát írt az Outlastról, kiemelve, hogy „az Outlast nem egy kísérlet arról, hogy a játékok hogyan lehetnek ijesztőek, hanem annak szemléltetése.” Marty Sliva az IGN-nek írt cikkében 7,8/10-es pontszámot adott a játékra, dicsérve annak horrorelemeit és játékmenetét, azonban kritizálva annak környezeteit és szereplőmodelljeit.

## Folytatás
Az Outlast 2 eredetileg 2016 végén jelent volna meg, azonban megjelenését később 2017 első negyedévére tolták el. A játék ugyanabban az univerzumban játszódik mint az elődje. Az Outlast 2 demóváltozata 2016 októberében jelent meg.